# Giovanni Greppi (commediografo)
Giovanni Greppi, noto in Arcadia col nome di Florimondo Ermioneo (Bologna, 1751 – Milano, 1827), è stato un commediografo, attore teatrale e librettista italiano.

## Biografia
Si fece conoscere già in giovane età per i suoi versi. Le sue prime composizioni poetiche furono poesie d'occasione che gli acquistarono l'ingresso nella colonia "Renia" di Bologna dell'Accademia dell'Arcadia, col nome di Florimondo Ermioneo,. Con questo nome d'arcade ha firmato libretti per Ferdinando Robuschi, e Francesco Bianchi. 
Da Bologna si trasferì a Roma, in cerca di fortuna; ottenne un buon impiego dal cardinale Francesco Saverio de Zelada, segretario di Stato di Clemente XIV; in seguito Pio VI lo creò cavaliere. Una crisi esistenziale in seguito a una delusione amorosa (si era innamorato della nipote di Pio VI), lo spinse a diventare francescano; pentitosi della scelta, gettò l'abito e ritornò al teatro.
Durante il periodo napoleonico, il Greppi si trasferì definitivamente a Milano, e ricoprì diverse funzioni (commissario di polizia, prefetto, ecc.) nella Repubblica Cisalpina, di cui scrisse anche l'inno (1808).

## Opere
Il Greppi è autore di circa cinquanta commedie, e fu un autore teatrale molto popolare ai suoi tempi. Le sue commedie si inserivano nell'ambito del genere lacrimevole e l'autore si avvicinò al Richardson anche nella scelta di dedicare una serie di tre commedie a una stessa protagonista (trilogia nota come "Amore irritato dalle difficoltà" o "trilogia di Teresa": Teresa e Claudio, Teresa Vedova, e Teresa e Wilk). Oltre alle Tre Terese si ricordano Gertrude d'Aragona, un melodramma storico (on-line), e I Capricci Teatrali in quattro volumi.